# John C. Lee
John Cary Lee, Jr., detto Jack (New York, 12 marzo 1918 – New York, 15 gennaio 1973), è stato un militare statunitense.
È principalmente noto per il ruolo svolto nella battaglia per il castello di Itter, come comandante dei difensori assieme al tedesco Josef Gangl.

## Biografia
Nacque a New York, anche se i genitori, il dr. John Carey Lee e Mae Agnes Fleming, erano originari di Norwich, crocevia a 40 miglia da Syracuse. Era il primo di quattro figli; gli altri fratelli erano William Mathew (1920-1972), David (1926-2007) e Mary.
Combatté nella seconda guerra mondiale, raggiungendo il grado di capitano nel 23º Battaglione Carri. Durante le ultime fasi della guerra faceva parte delle unità più avanzate dell'esercito americano, e ai primi di maggio del 1945 era in ricognizione in Tirolo alla ricerca delle ultime resistenze tedesche. Il 4 maggio Lee si trovava a Kufstein assieme a poche decine di uomini, quando venne raggiunto dal maggiore tedesco Josef Gangl. Gangl, anti-nazista che collaborava con la resistenza austriaca, chiese il suo aiuto per difendere il vicino castello di Itter, che le Waffen-SS stavano per attaccare al fine di uccidere i prigionieri di spicco ivi detenuti. Lee accettò, e si recò personalmente al castello assieme ad un pugno di uomini e ad un carro armato, ed aiutò i prigionieri ad organizzare la resistenza.
Poco dopo ebbe inizio la battaglia per il castello di Itter, l'unica istanza del secondo conflitto mondiale in cui tedeschi e americani combatterono fianco a fianco. Il comando congiunto di Lee e Gangl consentì ai difensori del castello di resistere all'assalto delle SS, al prezzo della vita dello stesso Gangl. Quando, nel pomeriggio del 5 maggio, arrivarono i rinforzi alleati, Lee ottenne la resa delle SS sopravvissute, sancendo così la fine delle ostilità sul fronte europeo.
Per le sue azioni ricevette la Distinguished Service Cross. Tornato in America, morì a New York nel 1973, a 54 anni.

## Nella cultura di massa
Il gruppo musicale svedese dei Sabaton ha composto una canzone sui fatti di Itter, The Last Battle, dove è citato lo stesso Lee.